# Охта (пароход, 1828)
«Охта» — колёсный пароход Балтийского флота Российской империи.

## Описание парохода
Колёсный пароход, длина судна между перпендикулярами составляла 31,4 метра, ширина без обшивки — 5,9 метра, осадка — 2,8 метра. На пароходе была установлена паровая машина мощностью 40 номинальных л. с.. Вооружение парохода состояло из восьми орудий.

## История службы
Пароход «Охта» был заложен 23 июля (4 августа) 1828 года на Охтенской верфи и после спуска на воду 22 октября (3 ноября) 1828 года вошёл в состав Балтийского флота. Строительство вёл корабельный мастер полковник В. Ф. Стокке.
С 1830 по 1836 год, под командованием И. В. Рыкова находился в плаваниях между Санкт-Петербургом и Кронштадтом.
В 1838 году пароход подвергся тимберовке на Охтенской верфи.
Пароход «Охта» был продан на слом в 1862 году.

### Комментарии
1. ↑  103 фута[1].
2. ↑  22 фута[1].
3. ↑  13 футов и 6 с половиной дюймов[1].